# Wigeric de Lotharingia
Wigeric sau Wideric (d. înainte de 923) a fost conte de Bidgau (pagus Bedensis) și a deținut drepturile comitale în orașul Trier. El a mai primit poziția de apărător al abației Sfântului Rumbold din Mechelen din partea regelui Carol al III-lea al Franței. Din 915 sau 916, el a fost conte palatin de Lotharingia]. El este considerat întemeietorul casei de Ardennes.
La moartea lui Ludovic Copilul, locuitorii din Lotharingia au respins suzeranitatea regelui Conrad I al Franciei răsăritene, alegându-l în schimb ca rege pe Carol al III-lea din Francia occidentală. La acel moment, autoritatea militară din Lotharingia a fost acordată contelui Reginar I de Hainaut, la moartea căruia din 915 ea revenind lui Wigeric, care a devenit conte palatin. 
Wigeric a întemeiat mănăstirea din Hastière, asupra căreia și-a asumat de asemenea poziția de apărător. El a fost căsătorit cu Cunigunda, fiică a Ermentrudei și nepoată a regelui Ludovic al II-lea al Franței. Copiii lor au fost:
- Frederic (d. 978), conte de Bar și duce al Lotharingiei Superioare
- Adalberon (d. 962), episcop de Metz
- Gilbert (d. 964), conte în regiunea Ardenilor
- Sigebert (consemnat la cca. 942)
- Gozlin (d. 942), conte de Bidgau, căsătorit cu Uda de Metz, tatăl următorilor:
  - Godefroi, devenit conte de Verdun
  - Adalberon, devenit episcop de Reims
- Siegfried, devenit conte de Luxemburg

Unele genealogii consemnează încă doi copii, Henric și Liutgarda, care erau de fapt fiul și fiica unui alt Wigeric, fiul lui Roric, un omonim contemporan din comitatul de Bidgau-Trier.